# Gas Food Lodging
Pour plus de détails, voir Fiche technique et Distribution.
Gas Food Lodging (ou parfois Une mère, deux filles) est un film américain réalisé par Allison Anders, sorti en 1992.

## Synopsis
Nora, une serveuse, a du mal à les élever seule ses deux filles adolescentes, dans un parc à caravanes, après que son mari a abandonné la famille. Après avoir séché les cours à plusieurs reprises pour aller à des rendez-vous, Trudi, la fille aînée, quitte l'école et trouve un emploi de serveuse aux côtés de sa mère. Pendant ce temps, la plus jeune fille, Shade, passe la plupart de son temps à regarder les films de la star de cinéma mexicaine Elvia Rivero et rêve de trouver un petit ami à mère.
Après avoir été larguée par le garçon qu'elle fréquentait, Trudi rencontre, dans le restaurant où elle travaille, Dank, un pétrologue britannique. Ils finissent par coucher ensemble, et elle lui dit que sa promiscuité est due au fait qu'elle a perdu sa virginité lors d'un viol collectif perpétré par des garçons du coin qu'elle connaissait. De retour chez elle la nuit suivante, sa mère lui dit qu'elle a un mois pour trouver un nouveau foyer.
Shade tente de séduire Darius, son ami, en se déguisant, à la suggestion de sa sœur, avec une perruque et un costume à la Olivia Newton-John, la fille supposée de ses rêves Après l'échec de sa tentative de séduction, probablement parce qu'il est gay, elle tombe sur Javier, le projectionniste local, qui la taquine à propos de sa tenue avant de la raccompagner chez elle à vélo. Elle organise ensuite un rendez-vous pour sa mère avec Raymond, un homme marié dont on a révélé plus tôt dans le film qu'il entretenait une liaison intermittente avec sa mère. Comme ils ne veulent pas révéler leur lien avec Shade, ils ont une conversation ironique où Raymond prétend travailler comme fossoyeur et Nora comme neurochirurgienne.
Trudi découvre qu'elle est enceinte de Dank, mais lorsque celui-ci ne revient pas d'une expédition, elle décide de se rendre à Dallas et de donner son enfant à l'adoption plutôt que d'avorter. Pendant l'absence de Trudi, Nora entame une liaison avec Hamlet Humphrey, un homme qui installe des antennes paraboliques, tandis que le père biologique des filles, John, réapparaît.
Shade tombe amoureuse de Javier et tente de renouer avec son père. D'abord perturbée par Hamlet Humphrey, elle se rapproche de lui après qu'il lui révèle qu'il connaît les films d'Elvia Rivero et la compare à Nora.
Shade se rend à Dallas avec sa mère et Hamlet pour la naissance du bébé de Trudi. Après avoir donné naissance à une fille, Trudi dit à Shade qu'elle restera en ville, car leur maison lui rappelle de  trop mauvais souvenirs. Sur le chemin du retour, Shade aperçoit un panneau publicitaire pour des pierres fluo comme celle que Dank a offerte à sa sœur. Elle va pour affronter Dank mais apprend qu'il a été tué dans un accident alors qu'il cherchait des pierres. En s'enfonçant dans le désert, Shade se rend compte que Dank a toujours aimé Trudi et jure de lui dire un jour ce qui s'est passé.

## Fiche technique
- Titre : Gas, Food Lodging
- Réalisation : Allison Anders
- Scénario : Allison Anders d'après Don't Look and It Won't Hurt de Richard Peck
- Musique : J Mascis
- Pays d'origine : États-Unis
- Genre : drame
- Date de sortie : 1992

## Distribution
- Brooke Adams : Nora
- Ione Skye : Trudi
- Fairuza Balk : Shade
- James Brolin : John Evans
- Robert Knepper : Dank
- Jacob Vargas : Javier
- Chris Mulkey : Raymond
- Julie Condra : Tanya
- Carmelita González : Mexicaine
- Carlos Rivas : Padre

## Distinctions
- Prix de la critique internationale et Coup de cœur LTC au Festival du cinéma américain de Deauville 1992